# Béruchet
Béruchet, nom de scène de Bernard Mainguy, est un acteur et réalisateur français né le 4 mai 1951.

## Biographie
Réalisateur et interprète d'un unique long métrage sorti en 1988, Béruchet est le gérant de la société Studio Galande Béruchet, créée en 1980, qui exploite à Paris la salle de cinéma Studio Galande.

## Filmographie

### Acteur
- 1982 : Y flippe ton vieux de Richard Bigotini
- 1988 : Béruchet dit la Boulie
- 1990 : Le Syndrome de l'espion de Daniel Petitcuénot
- 2007 : 99 francs de Jan Kounen

### Réalisateur
- 1988 : Béruchet dit la Boulie